# Jeffrey I. Gordon
Jeffrey Ivan Gordon (* 1947) ist ein US-amerikanischer Mikrobiologe an der Washington University in St. Louis.

## Leben
Gordon erwarb 1969 am Oberlin College einen Bachelor in Biologie und 1973 an der University of Chicago einen M.D. als Abschluss des Medizinstudiums. Anschließend arbeitete er als Assistenzarzt (Intern bzw. Junior Assistant Resident) am Barnes Hospital in St. Louis, Missouri, bevor er 1975 als Forschungsassistent an das Labor für Biochemie des National Cancer Institute (NCI) wechselte, einer Einrichtung der National Institutes of Health (NIH). 1978/1979 arbeitete Gordon als Assistenzarzt am Barnes Hospital (Senior Assistant Resident) und am John Cochran VA Hospital (Chief Medical Resident) in St. Louis, bevor er 1979 als Dozent (Fellow) an die medizinische Fakultät der Washington University ging.
1981 erhielt Gordon eine erste Professur (Assistant Professor) an der Washington University, 1985 wurde er Associate Professor, 1987 erhielt er eine ordentliche Professur. Von 1991 bis 2004 war er Leiter der Abteilung für Molekularbiologie und Pharmakologie, von 1994 bis 2003 Leiter des übergreifenden Fachbereichs für Biologie und biomedizinische Wissenschaften. Seit 2004 ist Gordon Direktor des Instituts für Genomwissenschaft und Systembiologie, seit 2008 hat er zusätzlich eine Professur für Pathologie und Immunologie inne.

## Wirken
Gordon gilt als Pionier interdisziplinärer Studien des menschlichen Mikrobioms, insbesondere des Darmes. Er konnte wichtige Beiträge zur Definition der genomischen und metabolischen Grundlagen des menschlichen Mikrobioms und zu seiner Bedeutung für Gesundheit und Krankheit leisten. Weitere Arbeiten Gordons befassen sich mit der N-Myristoylierung, einem Prozess der posttranslationalen Modifikation von Proteinen.
Er fand mit seinem Team Unterschiede in den Darm-Bakterienkulturen bei Übergewichtigen im Vergleich zu Normalgewichtigen, sowohl beim Menschen als auch bei Mäusen. Die Mikrobenkultur bei Übergewichtigen war besser darin, Energie aus der Nahrung zu gewinnen. Außerdem wurde bei Übertragung der Kultur von übergewichtigen auf normale Mäuse festgestellt, dass diese mehr Fett einlagerten. Bei übergewichtigen Menschen war insbesondere das Verhältnis von Bacteroidetes (zu ihnen gehören insbesondere die Bacteroides) zu Firmicutes zugunsten der Firmicutes verschoben. Bei Diät nahm der relative Anteil der Bacteroidetes zu. Gordon schlussfolgerte, dass Übergewicht eine bakterielle Komponente hätte (er spricht sogar von einer Übergewichts-Epidemie).
Seit 2015 zählt ihn Thomson Reuters zu den Favoriten auf einen Nobelpreis für Physiologie oder Medizin.

## Auszeichnungen (Auswahl)
- 1992 Fellow der American Association for the Advancement of Science
- 2001 Mitglied der National Academy of Sciences[5]
- 2004 Mitglied der American Academy of Arts and Sciences[6]
- 2011 Ehrendoktorat der Universität Göteborg[7]
- 2013 Selman A. Waksman Award in Microbiology[8]
- 2013 Robert-Koch-Preis[9]
- 2014 Passano Award
- 2014 Mitglied der American Philosophical Society[10]
- 2014 Dickson Prize in Medicine[11]
- 2014 Howard Taylor Ricketts Award[12] und Ehrendoktorat der Universität Chicago[13]
- 2015 König-Faisal-Preis für Medizin
- 2015 Keio Medical Science Prize
- 2016 Steven C. Beering Award, Indiana University[13]
- 2017 Jacobaeus Prize, Novo Nordisk Foundation[13]
- 2017 Massry-Preis
- 2017 Louisa-Gross-Horwitz-Preis
- 2018 Copley-Medaille
- 2018 BBVA Frontiers of Knowledge Award[14]
- 2021 George M. Kober Medal
- 2021 Balzan-Preis für das Mikrobiom: seine Rolle in Gesundheit und Krankheit[15]
- 2022 Dr. Paul Janssen Award for Biomedical Research
- 2023 Prinzessin-von-Asturien-Preis[16]
- 2023 Albany Medical Center Prize
- 2024 Nemmers-Preis für Medizin[17]